# Hopkins River (Neuseeland)
Der Hopkins River (Sprache der Māori: Te Awa Aruhe) ist ein Fluss im Waitaki District der Region Canterbury auf der Südinsel von Neuseeland.

## Namensherkunft
Der Fluss wurde vermutlich von Julius von Haast nach dem britischen Mathematiker und Geologen William Hopkins benannt.

## Geographie
Der Fluss entspringt auf einer Höhe von ca. 1185 m an dem Ausfluss des Richardson Glacier zwischen der Naumann Range im Osten und den Gebirgszügen der Southern Alps mit dem 2450 m hohen Mount Humphries im Westen. Von dort aus fließt der Hopkins River zunächst auf seinem ersten Drittel seiner Länge in südsüdwestlicher Richtung und bevorzugt dann den Weg nach Süden. Nach rund 25 km trägt der Huxley River als rechter Nebenfluss seine Wässer bei und rund 11 km vor der Mündung des Hopkins River in den Lake Ōhau stößt der Dobson River als linker Nebenfluss hinzu.